# Malacosoma californicum
Malacosoma californicum (Engels: Western tent caterpillar) is een nachtvlinder uit de familie Lasiocampidae (spinners). De soort komt voor in het westen van het Nearctisch gebied. De soort staat er om bekend dat hij bomen volledig kan ontbladeren.
De spanwijdte van de vlinder is ongeveer 28 millimeter. De waardplanten zijn loofbomen als eiken en populieren. 